# DDT路上プロレスinフジサワ名店ビル
『DDT路上プロレスinフジサワ名店ビル』（ディーディーティーろじょうプロレス イン フジサワめいてんビル）は、2018年4月27日にAbemaTVにて配信されたプロレス中継・バラエティ番組。
番組名にはブレがあり、興行名、番組上のテロップは「DDT路上プロレス in 神奈川県－男色ディーノ市議会議員!?への道」である。
この頁ではAbemaTV格闘チャンネルで企画・配信される他の路上プロレスシリーズにも触れる。

## 概要
DDT所属のプロレスラー・男色ディーノが、第19回統一地方選挙後半戦（2019年4月21日投開票）にて執行された神奈川県藤沢市議会議員選挙に出馬するためあいさつ回りをするという前提のもと行われる生配信デパートメント路上プロレス番組である。試合のすべては神奈川・フジサワ名店ビル（藤沢駅徒歩0分の商業ビル）内で行われ、生配信後は各階ごとに全9回の番組として編集（うち2回はオープニング、エンディング）し、ビデオ配信。
一部登場レスラーは今番組のみの設定が付けられており、内容の一部はアニメ版スラムダンクのパロディとなっている。

## 出演者

### 男色ディーノ市議会スタッフ
男色ディーノ
ゲイレスラーであり市議会議員候補。暴力をふるうとイメージダウンするため、プロレスになると秘書を差し出す。上半身は背広だが、下半身は履いていない。
大石真翔
秘書候補。例えるなら“大仁田厚に対する中牧昭二”。すべてをプロレスで解決させる。
上野勇希
専任（身の回りの）世話役。
のどかおねえさん
うぐいす嬢。
上福ゆき
地元案内役（藤沢市出身）。
ふじキュン♡
藤沢市公式マスコットキャラクター。プロレスは暴力ではなくスポーツと主張する。

### おもな対戦相手
高木三四郎
立候補経験者として男色ディーノの行く手を阻む。スローガンは「選挙をなめるな」。
タノムサク鳥羽
高木が雇った助っ人先生。
中邑珍輔
吉本興業所属の世界的著名レスラー。
山下実優＆坂崎ユカ
おしゃれな服を探しに来た買い物客。
ナオミキングダム
吉村直巳＆奥田啓介＆定アキラの3人からなる万引き犯。「SALE」の日本語訳を「ご自由にお取りください」だと勘違いしていた。
DAMNATION
佐々木大輔＆遠藤哲哉、マッド・ポーリーの反体制3人組。「3人で1万5000円」という契約のもと、高木の護衛を引き受ける。

### 歌手
DEADLIFT LOLITA（才木玲佳＆レディビアード）
伊藤麻希
特設ステージで歌う予定だった2組の歌手。予定がバッティングしたためプロレスで決着をつけることになる。

### その他
豊本明長
進行役。実は今回のスパイだった。
マック赤坂
マック赤坂講演会登壇者。大家健、伊橋剛太の2人へスマイルセラピーを行っていた。
マグナム小林
中邑珍輔の入場バイオリンを担当。
山田秀幸
地元の名士であり、フジサワ名店ビルの社長。男色ディーノが山田に会いに行くのが今回の最大の目的。

## 配信リスト
話数表記はされず、階層で表記されている。
| 配信開始日    | 階数         | おもな対戦場所、サブタイトル                                             | 男色ディーノ候補サイド                        | 対戦相手                                           |
| ------------- | ------------ | ------------------------------------------------------------------------ | --------------------------------------------- | -------------------------------------------------- |
| 2018年4月27日 | オープニング | サーティワン、ミスタードーナツなど1F店舗 オープニング                    | ―                                             | ―                                                  |
| 4月27日       | 2F           | 有隣堂（書店） オープニングマッチ 時間無制限一本勝負                     | 上野勇希＆大石真翔                            | 大鷲透＆中邑珍輔                                   |
| 4月27日       | 3F           | ジャックラビッツ（衣料品店）、有隣堂（書店） 第二試合 時間無制限一本勝負 | のどかおねえさん＆上福ゆき                    | 山下実優＆坂崎ユカ                                 |
| 4月27日       | 4F           | 有隣堂（催事場、文具売り場） 第三試合 時間無制限一本勝負                 | HARASHIMA＆高尾蒼馬＆梅田公太                 | 吉村直巳＆奥田啓介＆定アキラ                       |
| 4月27日       | B1F          | コウナン青果など 第四試合 時間無制限一本勝負                             | 竹下幸之介＆勝俣瞬馬                          | 高木三四郎＆タノムサク鳥羽                         |
| 4月27日       | 1F           | 中庭 ハゼの木広場ステージ 第五試合 時間無制限一本勝負                    | 大石真翔＆伊藤麻希                            | 才木玲佳＆レディビアード                           |
| 4月27日       | 6F           | イベントホール セミファイナル 時間無制限一本勝負                         | 男色ディーノ＆ふじキュン                      | 大家健＆伊橋剛太                                   |
| 4月27日       | 7F           | 屋上 メインイベント 時間無制限一本勝負                                   | 男色ディーノ＆樋口和貞＆マイク・ベイリー＆MAO | 高木三四郎＆佐々木大輔＆遠藤哲哉＆マッド・ポーリー |
| 4月27日       | エンディング | 管理事務所屋上 エンディング                                              | ―                                             | ―                                                  |

## スタッフ
- 実況：村田晴郎
- 解説：今林久弥
- レフェリー：松井幸則、木曽大介
- 制作：AbemaTV

## 塊!!男色塾『闘志磨宴大武會編』

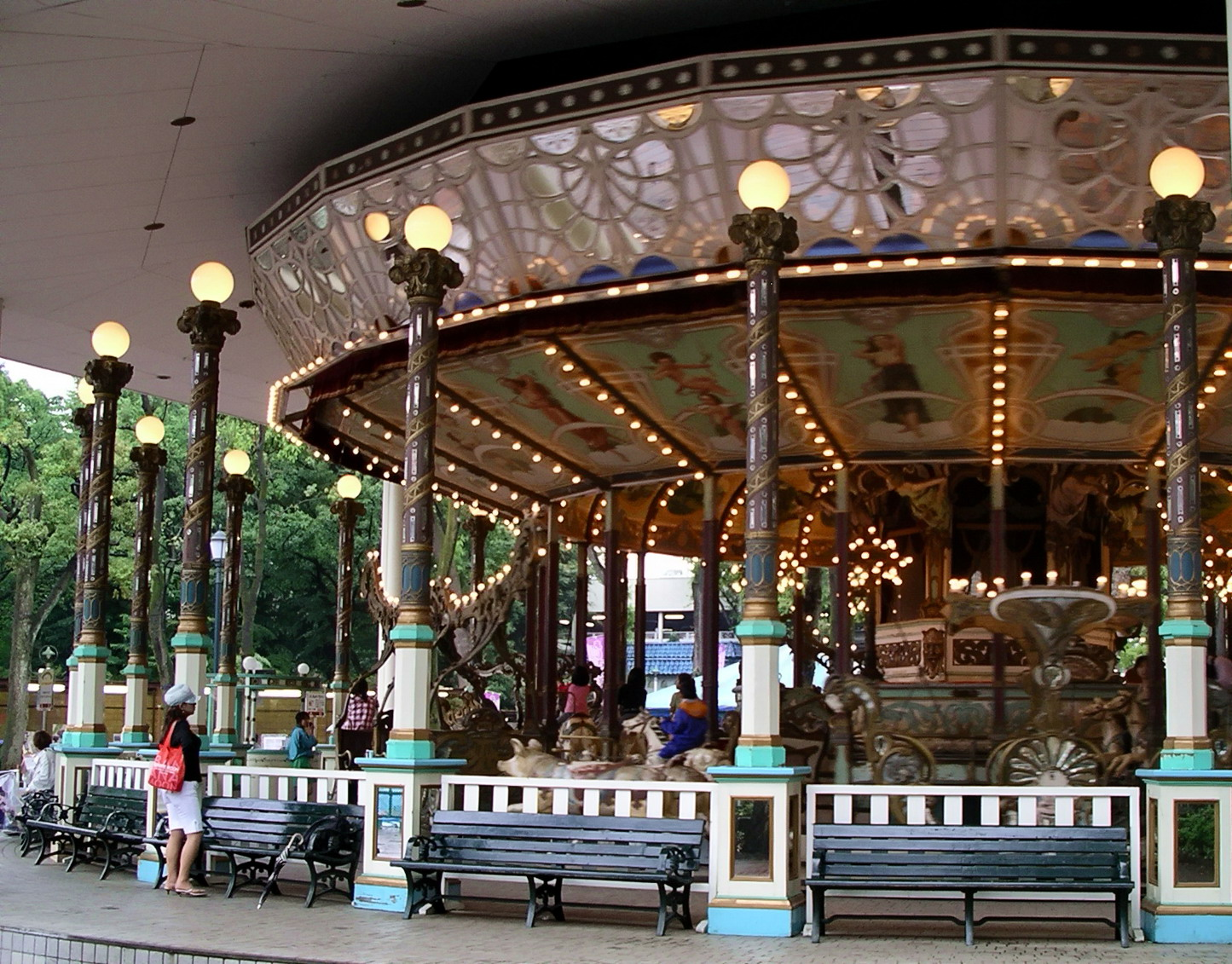
闘志磨苑（としまえん）

2018年5月25日、東京・としまえんにおいて『DDT路上プロレス in 闘志磨苑～塊!!男色塾『闘志磨宴大武會編』～』と題された大会、AbemaTV格闘チャンネルの番組を配信。『DDT路上プロレスinフジサワ名店ビル』と同じくAbemaTV路上プロレスシリーズに位置付けられ、少年漫画パロディが盛り込まれた番組となる。としまえんは昼はアミューズメントパーク、夜は闘士養成施設「闘志磨苑（としまえん）」だったという設定のもと、格闘ワールドカップ日本代表予選「闘志磨宴大武會（としまえんだいぶかい）」と題した男女6人タッグマッチを軸に構成された。

## 配信リスト（闘志磨宴）
| 配信開始日    | 話数         | サブタイトル                                                                                  | 男色塾チーム                                 | 対戦相手                                                                  |
| ------------- | ------------ | --------------------------------------------------------------------------------------------- | -------------------------------------------- | ------------------------------------------------------------------------- |
| 2018年5月25日 | オープニング | 剣ホモ太郎率いる男色塾チームが「闘志磨苑」制覇を目指す!                                       | ―                                            | ―                                                                         |
| 5月25日       | 1            | 【第1試合】トーナメント1回戦                                                                  | 雷電＆大石真翔、カサンドラ宮城               | 真琴＆HARASHIMA、伊橋剛太（殺人三人衆）                                   |
| 5月25日       | 2            | 【第2試合】トーナメント2回戦                                                                  | 竹下幸之介＆勝俣瞬馬、チェリー               | 藤本つかさ＆MAO、マイク・ベイリー（やばいやつら）                         |
| 5月25日       | 3            | 【第3試合】トーナメント3回戦                                                                  | 坂口征夫＆高梨将弘、赤井沙希（男色塾三号生） | 大畠美咲＆樋口和貞、タノムサク鳥羽                                        |
| 5月25日       | 4            | 【第4試合】トーナメント準決勝                                                                 | 宇宙銀河戦士ソフィア＆王大人、竹下幸之介     | マッド・ポーリー＆朱崇花、遠藤哲哉、with高尾蒼馬、佐々木大輔（DAMNATION） |
| 5月25日       | 5（前編）    | 【最終試合】トーナメント決勝戦・最後の決戦!ディーノ&イサミ&カサンドラ vs 高木&澤&里村         | 剣ホモ太郎＆カサンドラ宮城、木高イサミ       | 一般人・澤宗紀＆高木三四郎、里村明衣子（変態仙台大社長）                  |
| 5月25日       | 5（後編）    | 【最終試合】トーナメント決勝戦・2回目のフライングパイレーツで全員グロッキー!?ついに最終決着!! | 剣ホモ太郎＆カサンドラ宮城、木高イサミ       | 一般人・澤宗紀＆高木三四郎、里村明衣子（変態仙台大社長）                  |
| 5月25日       | エンディング | 衝撃のエンディング 果たして『闘志磨宴大武會 』の優勝者は...!?                                 | ―                                            | ―                                                                         |

## DDT LIVE! 不要不急の路上電流爆破プロレスinさいたまスーパーアリーナ

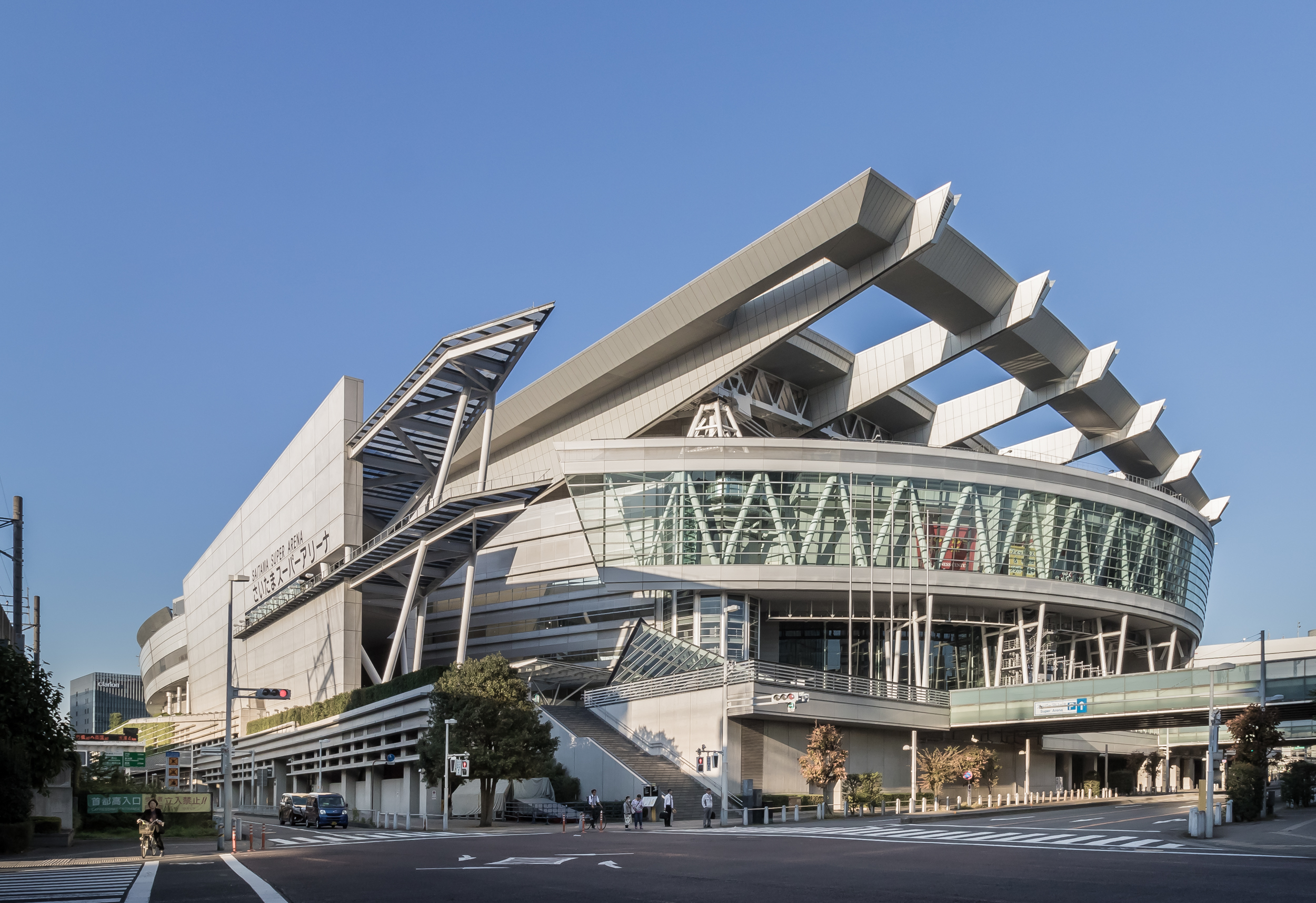
舞台となったさいたまスーパーアリーナ

2020年3月11日、AbemaTVにて『DDT LIVE! 不要不急の路上電流爆破プロレスinさいたまスーパーアリーナ』を配信。動画配信サイト「DDT UNIVERSE」でも同時配信された。新型コロナウイルス拡大を受けた自粛要請により、通常の「DDT LIVE!」が開催、配信できないため急遽企画、配信された。これまで進行役を務めた男色ディーノが敵役に配置され、高木三四郎は第1試合後に連れ去られ退場するため、竹下幸之介が初めて進行役となる。今作では一部に『北斗の拳』へのオマージュが取り入れられている。

### あらすじ
試合のままならない空気となったプロレス界に3月7日、男色ディーノがクーデターを宣言。コロナウイルス爆破のため、大仁田厚が参戦を予告した。3月11日当日、男色ディーノ、スーパー・ササダンゴ・マシン率いるディーノ派はさいたまスーパーアリーナを占拠。リポーターとして瀧山あかね、MCとしてジャングルポケット斎藤慎二が現場に駆け付けるが、高木三四郎率いるDDT軍には外出自粛の影響なのか人望のなさなのか、竹下幸之介、MAO、飯野雄貴の3人しか来ていなかった。

## 配信リスト（さいたまスーパーアリーナ）
| 配信開始日     | 話数 | サブタイトル                                                                      | DDTチーム                                | 対戦相手 |
| -------------- | ---- | --------------------------------------------------------------------------------- | ---------------------------------------- | --- |
| 2020年 3月11日 | 1    | 第1試合、地下1階駐車場                                                            | 竹下幸之介＆MAO、飯野雄貴                | 男色ディーノ＆スーパー・ササダンゴ・マシン、中村圭吾                                                               |
| 3月11日        | 2    | 第2試合、地下1階ロッカー室                                                        | 樋口和貞＆坂口征夫、赤井沙希（Eruption） | 吉村直巳＆大石真翔、安納サオリ                                                                                     |
| 3月11日        | 3    | 第3試合、1階機材倉庫                                                              | 彰人＆渡瀬瑞基、ロイス・チェンバース     | 佐々木大輔＆遠藤哲哉、高尾蒼馬（DAMNATION）                                                                        |
| 3月11日        | 4    | 特別試合、屋上                                                                    | 竹下幸之介＆彰人、ロイス・チェンバース   | スーパー・ササダンゴ・マシン＆大石真翔、ポコたん、たまーりん、伊橋剛太、今成夢人、翔太、一般人・澤宗紀、その他大勢 |
| 3月11日        | 5    | セミファイナル、DDT EXTREME級選手権目隠し乳隠しデスマッチ（コミュニティアリーナ） | HARASHIMA（王者）                        | 青木真也（挑戦者）                                                                                                 |
| 3月11日        | 6    | 不要不急の極み!路上電流爆破よ世界に届け!（けやき広場）                            | 竹下幸之介＆勝俣瞬馬、飯野雄貴、納谷幸男 | 大仁田厚＆男色ディーノ、クリス・ブルックス、MAO                                                                    |
| 3月11日        | 7    | クーデターの黒幕は……最後の将は……                                                  | ―                                        | ― |

## スタッフ（さいたまスーパーアリーナ）
- MC：ジャングルポケット 斎藤慎二
- 実況：村田春郎
- 解説：今林久弥、平塚雅人
- リポート：瀧山あかね（AbemaTVアナウンサー）

## DDT路上プロレス Money in the bag～闘争中～

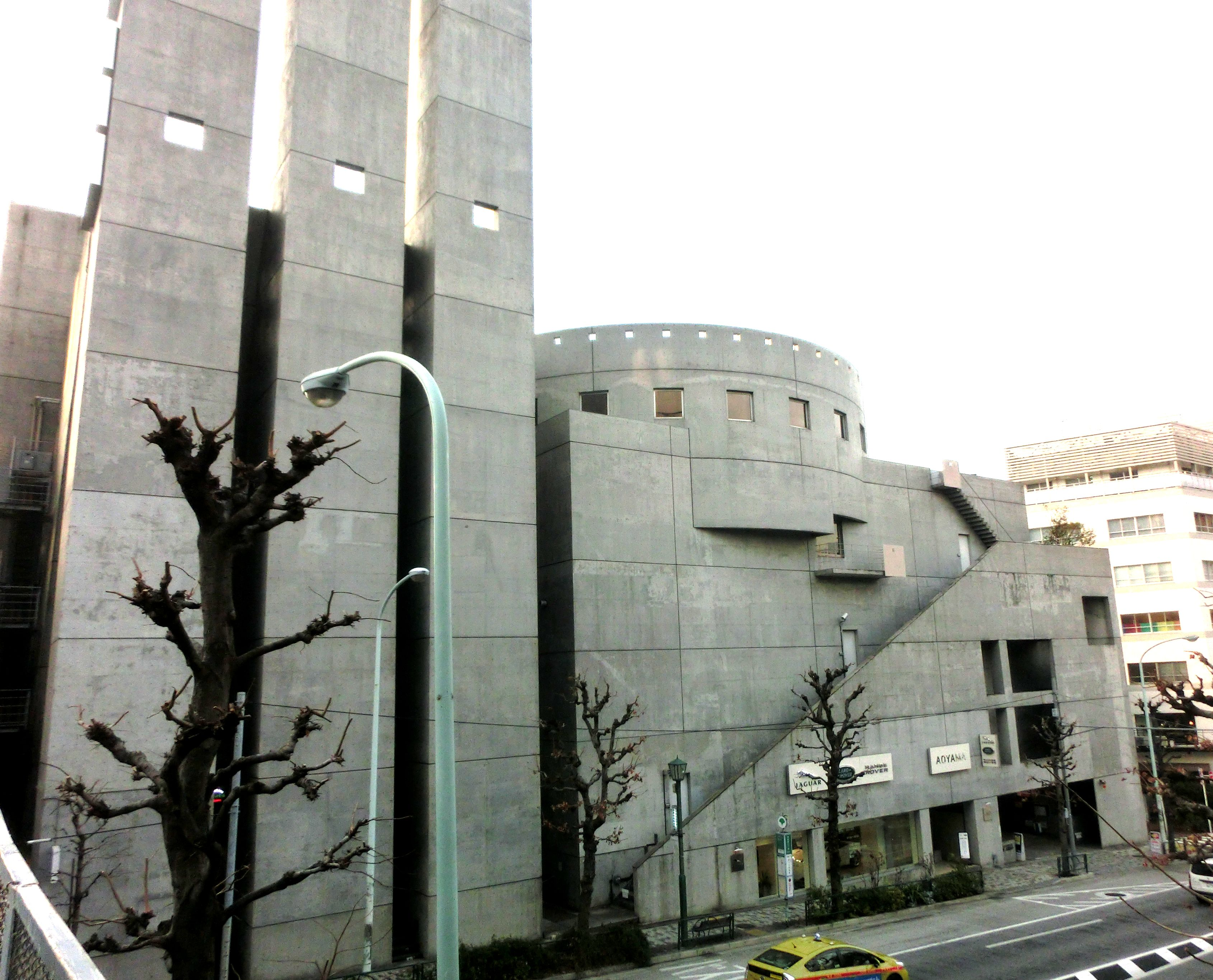
舞台となったChateau Ameba

2020年6月19日、AbemaTV改めABAMAにて『DDT路上プロレス Money in the bag～闘争中～』を配信。動画配信サイト「DDT UNIVERSE」でも同時配信された。ABEMAの配信スタジオ・シャトーアメーバ全域を使い、バラエティ番組『run for money 逃走中』とWWE『Money in the Bank Ladder Match』を合わせたような設定とルールで行われる。

### あらすじ
新型コロナウイルス緊急事態宣言の発令によりエンターテイメントが自粛する中、ABAMAやOPENREC.tvでの無観客中継番組としてサイバーエージェントグループへの貢献してきたDDTプロレス。DDT取締役にしてサイバーエージェント常務、CyberZ代表である山内隆裕から賞金が出されることになった。賞金はシャトーアメーバのどこかに、バッグに入れられた形で隠されており、最初に手にしたチームに渡される。ただし放たれたハンターにつかまり、プロレスで負けた場合失格となる。果たしてハンターの追及を退け、賞金を手にするのはどのチームになるのか。
チーム男色はスタジオ1で『青木真也の金曜The NIGHT』収録中のハンターたちと遭遇し激突。スタジオ2で収録中の『ABEMAMIX Friday』に乱入。DJ SpiTeのDJプレイを横にノリノリになる。
チームDISASTER BOXは楽屋やシャワールームの入る地下2階へ。 声優と夜遊びの打ち合わせ部屋などを通り、「バックあります」の張り紙のある楽屋を訪問。しかしそこにはハンターだけがいる罠部屋だった。
チームALL OUTはリモート実況を行っていた4階スタジオ7へ。解説者・今林久弥、実況アナ・村田春郎と合流するがやはりハンターも待ち受けていた。『ミッドナイト競輪』収録中のスタジオ8などへも乱闘を繰り広げる。
一方、メインスタジオである第0スタジオではスチール撮影のダブルブッキングにより女性4人が揉めていた。チーム男色が取り持つことにより、タッグマッチで決着をつけることに。
その後、チーム男色は5階へ。チームDISASTER BOXは中2階から3階のワーキングスペースに足を進める。一方、チームALL OUTはスタジオ7のバッグで手にした地図をヒントに、渋谷・HARLEMへやってきた。HARLEMはDDT旗揚げの地、クラブ・アトムと同じドクタージーカンズビルに所在する老舗のクラブだった。

## 配信リスト（Money in the bag～闘争中～）
| 配信開始日     | 話数 | サブタイトル                                                | チーム                                                              | ハンター                               |
| -------------- | ---- | ----------------------------------------------------------- | ------------------------------------------------------------------- | -------------------------------------- |
| 2020年 6月19日 | 1    | オープニングマッチ 時間無制限一本勝負、シャトーアメーバ1F   | ＜チーム男色＞ 男色ディーノ＆スーパー・ササダンゴ・マシン、大石真翔 | 高木三四郎＆青木真也、中村圭吾         |
| 6月19日        | 2    | 第二試合 時間無制限一本勝負、シャトーアメーバB2F            | ＜チームDISASTER BOX＞ HARASHIMA＆上野勇希、吉村直巳                | MAO＆渡瀬瑞基、納谷幸男                |
| 6月19日        | 3    | 第三試合 時間無制限一本勝負、シャトーアメーバ4F             | ＜チームALL OUT＞ 竹下幸之介＆彰人、勝俣瞬馬                        | 樋口和貞＆坂口征夫、伊橋剛太           |
| 6月19日        | 4    | 第四試合（特別試合） 時間無制限一本勝負、シャトーアメーバ1F | 坂崎ユカ＆瑞希                                                      | 上福ゆき＆白川未奈                     |
| 6月19日        | 5    | 第五試合 時間無制限一本勝負、シャトーアメーバ5F             | ＜チーム男色＞ 男色ディーノ＆スーパー・ササダンゴ・マシン、大石真翔 | スケバンサキ＆世志琥、立花誠吾         |
| 6月19日        | 6    | セミファイナル 時間無制限一本勝負、シャトーアメーバ3F       | ＜チームDISASTER BOX＞ HARASHIMA＆上野勇希、吉村直巳                | 佐々木大輔＆遠藤哲哉、高尾蒼馬         |
| 6月19日        | 7    | メインイベント 時間無制限一本勝負、渋谷HARLEM               | 竹下幸之介＆勝俣瞬馬、飯野雄貴                                      | 大仁田厚＆クリス・ブルックス、伊藤麻希 |

## スタッフ（Money in the bag～闘争中～）
- MC：ジャングルポケット 斎藤慎二
- 実況：村田春郎
- 解説：今林久弥
- リングアナ：井上マイク

## DDT LIVE!~さよならとしまえん~ 大仁田厚 負けたら即引退SP 路上電流爆破 ＃大仁田としまえんで負けた引退
2020年6月19日、ABEMAにて『DDT LIVE!~さよならとしまえん~ 大仁田厚 負けたら即引退SP 路上電流爆破 ＃大仁田としまえんで負けた引退』を配信。動画配信サイト「DDT UNIVERSE」でも同時配信される。
8月31日限りで94年の歴史に幕を下ろすとしまえんの閉園を受け、プロレス大会を開催（無観客開催）。記者会見で青木真也から煽られたことを受け、「8度も9度9度もいっしょだ」とこの試合で3年ぶり8回目の引退をかける。またとしまえんに縁があるクロちゃんが立会人となるが、大仁田からは試合参加を求められる。
ほかにジャングルポケットの太田博久、おたけが出演。
第3試合はとしまえん・流れるプールを利用した、おたけMCによる芸能人水泳大会という設定下で行われた。

### あらすじ
としまえんが94年の歴史に幕を下ろすと聞き、スタッフとジャングルポケット・太田が集まる。そこに実況の村田アナと今林APが合流。太田はここでプロレスが行われることや電流爆破の経緯を説明されるが、毎回MCを務めていたジャングルポケット斎藤の代打で来たため全く状況を把握しきれていない。
さっそくとしまえんの中に入ると、黒潮“イケメン”二郎ｖｓ勝俣瞬馬の試合が路上で行われていた。

## 配信リスト（さよならとしまえん）
ABEMAビデオでは試合を中心にしたダイジェスト配信。
| 配信開始日     | 話数 | サブタイトル                                                                      | |                                                                        |
| -------------- | ---- | --------------------------------------------------------------------------------- | -------------------------------------------------------------------------------------------------- | ---------------------------------------------------------------------- |
| 2020年 8月27日 | 1    | まさかの結末ww 第1試合 黒潮“イケメン”二郎 vs 勝俣瞬馬                             | 黒潮“イケメン”二郎                                                                                 | 勝俣瞬馬                                                               |
| 8月27日        | 2    | としまえん 崩壊!? 第2試合 ディーノ&納谷 vs 樋口&赤井                              | 男色ディーノ＆納谷幸男、平田一喜                                                                   | 樋口和貞＆坂口征夫、赤井沙希                                           |
| 8月27日        | 3    | ポロリありだぜ! 第3試合 ササダンゴ軍withクロちゃん vs 彰人軍with おたけ           | ＜赤チーム＞ スーパー・ササダンゴ・マシン＆中村圭吾、まなせゆうな withクロちゃん（安田大サーカス） | ＜白チーム＞ 彰人＆渡瀬瑞基、杏ちゃむ withおたけ（ジャングルポケット） |
| 8月27日        | 4    | 狂気の遊具対決!! 第4試合 佐々木&遠藤&ポーリー vs HARASHIMA&上野&吉村              | 佐々木大輔＆遠藤哲哉、マッド・ポーリー                                                             | HARASHIMA＆上野勇希、吉村直巳                                          |
| 8月27日        | 5    | 史上最大爆破&大仁田劇場! 衝撃の第5試合 青木真也&宇野薫&竹下 vs 大仁田&高木&クリス | 大仁田厚＆高木三四郎、クリス・ブルックス                                                           | 青木真也＆竹下幸之介、宇野薫、クロちゃん                               |

## 大仁田厚vsクロちゃん!クリスマス最終決戦!スカイツリー路上電流爆破プロレス!

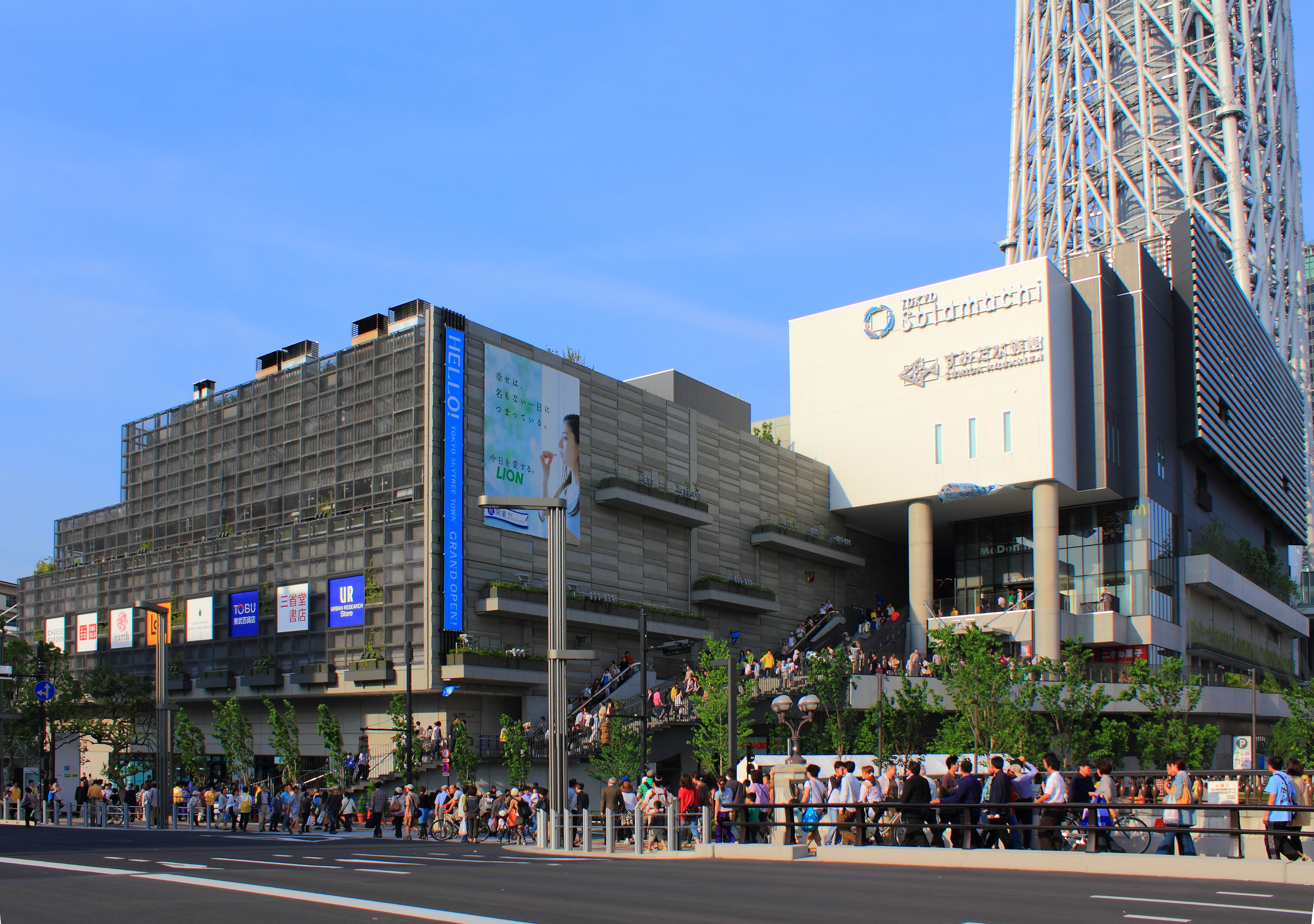
舞台となった東京ソラマチ

2020年12月23日、ABEMAにて『大仁田厚vsクロちゃん!クリスマス最終決戦!スカイツリー路上電流爆破プロレス!』を配信。前回となるとしまえんで因縁の勃発した大仁田厚とクロちゃんの聖夜の対決を東京ソラマチを舞台に送る。MCは前回同様、ジャングルポケットの面々が務め、ソラマチ各所をタレントと中継リポート。偶然もめ事を起こすレスラーと鉢合わせる形で進行していく。
前回までたまたま出くわした形式をとっていた実況＆解説役の村田晴郎と今林久弥はソーシャルディスタンスのため、別スタジオからの出演となる。

### あらすじ
スカイツリーのふもとでジャングルポケット・太田とアシスタント・坂崎ユカが街歩きレポート。しかしソラミ坂でもめている女子たちに巻き込まれるタレントの坂崎。この中継番組、なんだかおかしい。雷門前の商店街ではジャングルポケット・斎藤がモデルの赤井沙希と中継。その後、太田はスカイツリーの焼肉店でオーナーのご子息と食レポ。おたけは健康センターから中継の予定だったのだが……。

## 配信リスト（大仁田厚ｖｓクロちゃん）
ABEMAビデオでは試合を中心にしたダイジェスト配信。
| 配信開始日      | 話数 | サブタイトル                       | リポーターチーム                                     | 鉢合わせレスラー                                               |
| --------------- | ---- | ---------------------------------- | ---------------------------------------------------- | -------------------------------------------------------------- |
| 2020年 12月23日 | 1    | 東京ソラマチ3～4Fソラミ坂          | 坂崎ユカ＆瑞希、乃蒼ヒカリ                           | 山下実優＆天満のどか、小橋マリカ                               |
| 12月23日        | 2    | 浅草雷門一之宮商店会               | 樋口和貞＆坂口征夫、赤井沙希                         | 男色ディーノ＆平田一喜、彰人                                   |
| 8月27日         | 3    | 焼肉ドラゴ東京スカイツリー駅前店   | HARASHIMA＆納谷幸男                                  | 大石真翔＆中村圭吾                                             |
| 8月27日         | 4    | すみだ健康スポーツセンター内プール | ＜DDTサウナ部＞ 竹下幸之介＆勝俣瞬馬、MAO、上野勇希  | 遠藤哲哉＆高尾蒼馬、マッド・ポーリー、大和ヒロシwith佐々木大輔 |
| 8月27日         | 5    | 東京ソラマチ8Fドームガーデン       | 大仁田厚with高木三四郎＆クリス・ブルックス＆伊藤麻希 | クロちゃんwith青木真也＆スーパー・ササダンゴ・マシン＆上福ゆき |

## スタッフ（大仁田厚ｖｓクロちゃん）
- 実況：村田晴郎
- 解説：今林久弥
- MC：ジャングルポケット
- リングアナウンサー：井上マイク
- ゲスト：川松真一朗（都議会議員）